# Vessalico
Vessalico (ligur nyelven Valebòna) olasz község Liguria régióban, Imperia megyében.

## Földrajz
Imperiától 26 km-re helyezkedik el.
A vele szomszédos települések Borghetto d'Arroscia, Casanova Lerrone (Savona megye), Cesio és Pieve di Teco.

## Fordítás
- Ez a szócikk részben vagy egészben  a   Vessalico című olasz Wikipédia-szócikk fordításán alapul.  Az eredeti cikk szerkesztőit annak laptörténete sorolja fel. Ez a jelzés csupán a megfogalmazás eredetét és a szerzői jogokat jelzi, nem szolgál a cikkben szereplő információk forrásmegjelöléseként.